# Sommersby
Sommersby – film amerykański z 1993 roku z Richardem Gere'em i Jodie Foster w rolach głównych. Jest to remake francuskiego filmu z 1982 roku Powrót Martina Guerre. Akcję przeniesiono z XVI wieku w wersji pierwotnej do czasów, gdy dobiegała końca amerykańska wojna secesyjna.

## Fabuła
Jack Sommersby nie wrócił z wojny secesyjnej. Jego żona Laurel sądzi, że zginął w walkach. Sama musi zajmować się gospodarstwem. Nie żałuje zbytnio męża, człowieka szorstkiego i brutalnego.
Jednak pewnego dnia Jack powraca. Jest teraz delikatniejszy i całkowicie odmieniony. Laurel zaczyna się zastanawiać, czy nie ma do czynienia z oszustem.

## Główne role
- Richard Gere – John Robert 'Jack' Sommersby
- Jodie Foster – Laurel Sommersby
- Bill Pullman – Orin Meecham
- James Earl Jones – sędzia Barry Conrad Issacs
- Lanny Flaherty – Buck
- William Windom – wielebny Powell
- Wendell Wellman – Travis
- Brett Kelley – Mały Rob
- Clarice Taylor – Esther
- Frankie Faison – Joseph
- R. Lee Ermey – Dick Mead
- Richard Hamilton – Doc Evans